# W głębi lasu (serial telewizyjny)
W głębi lasu – polski miniserial, zrealizowany przez ATM Grupę, na podstawie powieści Harlana Cobena pod tym samym tytułem, którego premiera miała miejsce 12 czerwca 2020. Drugi polskojęzyczny serial wyprodukowany dla platformy Netflix (po serialu 1983).
Akcja serialu rozgrywa się w dwóch wymiarach czasowych: w 1994 i 2019 roku. Zdjęcia powstały w różnych lokalizacjach na Mazowszu, m.in.: w Lesie Kabackim (sceny obozu wakacyjnego), w Warszawie, w Słopsku, w Skierniewicach, w Wildze, w Żyrardowie, w Mazowieckim Specjalistycznym Centrum Zdrowia im. prof. Jana Mazurkiewicza oraz na cmentarzu w pruszkowskich Tworkach.

## Opis fabuły
We wrześniu 2019 roku warszawski prokurator Paweł Kopiński (Grzegorz Damięcki) zostaje wezwany do zidentyfikowania ciała ofiary morderstwa, która miała przy sobie poświęcone mu wycinki z gazet. Zabójstwo zdaje się być powiązane z wakacyjnym obozem, który odbył się w sierpniu 1994 roku, i na którym Kopiński był jednym z opiekunów. Podczas tego obozu dwie osoby zostały zamordowane, a dwie inne – w tym jego siostra, Kamila – zaginęły bez śladu.

## Obsada
| Aktor                        | Rola                                                |
| ---------------------------- | --------------------------------------------------- |
| Grzegorz Damięcki            | Paweł Kopiński                                      |
| Agnieszka Grochowska         | Laura Goldsztajn                                    |
| Hubert Miłkowski             | nastoletni Paweł Kopiński                           |
| Wiktoria Filus               | nastoletnia Laura Goldsztajn                        |
| Jacek Koman                  | Dawid Goldsztajn, ojciec Laury                      |
| Ewa Skibińska                | Natalia Kopińska, matka Pawła                       |
| Roman Gancarczyk             | Władysław Kopiński, ojciec Pawła                    |
| Izabela Dąbrowska            | Bożena Perkowska, matka Artura                      |
| Przemysław Bluszcz           | Bogdan Perkowski, ojciec Artura                     |
| Adam Ferency                 | inspektor Lubelski, prowadzący śledztwo w 1994 roku |
| Piotr Głowacki               | policjant Kosiński, śledczy w 1994 roku             |
| Arkadiusz Jakubik            | inspektor Maciej Jork                               |
| Dorota Kolak                 | naczelnik Herman, szefowa Kopińskiego               |
| Magdalena Czerwińska         | Małgorzata Tatarczuk, szwagierka Pawła              |
| Cezary Pazura                | Krzysztof Dunaj-Szafrański, dziennikarz             |
| Adam Wietrzyński             | Artur Perkowski, uczestnik obozu                    |
| Krzysztof Zarzecki           | Wojciech Malczak                                    |
| Martyna Byczkowska           | Kamila Kopińska, siostra Pawła                      |
| Kinga Jasik                  | Monika Sowik, uczestniczka obozu                    |
| Jakub Gola                   | Daniel Kotler, uczestnik obozu                      |
| Krzysztof Stelmaszyk         | rektor Leon Ruczaj, mąż Laury                       |
| Magdalena Kumorek            | Joanna Kopińska, żona Pawła                         |
| Marta Ścisłowicz             | patolog                                             |
| Katarzyna Zielińska-Jaworska | asystentka Pawła                                    |

## Lista odcinków
| Nr | Tytuł oryginalny       | Reżyseria       | Scenariusz           | Premiera        |
| -- | ---------------------- | --------------- | -------------------- | --------------- |
| 1  | Koniec niewinności     | Leszek Dawid    | Agata Malesińska     | 12 czerwca 2020 |
| 2  | Kłamstwa               | Leszek Dawid    | Agata Malesińska     | 12 czerwca 2020 |
| 3  | Nic nie wiesz          | Leszek Dawid    | Agata Malesińska     | 12 czerwca 2020 |
| 4  | Czego oczy nie widzą   | Bartosz Konopka | Wojciech Miłoszewski | 12 czerwca 2020 |
| 5  | Twoja siostra nie żyje | Bartosz Konopka | Agata Malesińska     | 12 czerwca 2020 |
| 6  | Długa droga do domu    | Bartosz Konopka | Wojciech Miłoszewski | 12 czerwca 2020 |

## Produkcja
W sierpniu 2018 roku Netflix podpisał 5-letnią umowę na ekranizację czternastu powieści kryminalnych autorstwa Harlana Cobena – zarówno tych, które powstały już wcześniej, jak i tych, które były w przygotowaniu (z wyłączeniem serii, której bohaterem jest Myron Bolitar). W roku 2019 ATM Grupa dostała od Michaela Azzolino, dyrektora ds. międzynarodowych produkcji oryginalnych Netfliksa, propozycję przygotowania koncepcji serialowej dla adaptacji książki W głębi lasu, wydanej w 2007 roku. Przedłożona przez polską wytwórnię koncepcja adaptacji powieści została zaakceptowana, a w marcu 2019 roku wydano zgodę na realizację i rozpoczęto tworzenie scenariusza. Serial ten stanowi drugą polskojęzyczną produkcję zrealizowaną na zlecenie Netfliksa.
Okres zdjęciowy serialu trwał od września do listopada 2019. Projekt był współfinansowany przez Polski Instytut Sztuki Filmowej, a producentami wykonawczymi byli Andrzej Muszyński i Harlan Coben, autor książkowego pierwowzoru.
W głębi lasu jest czwartym – po The Five (2016), Safe (2018) i The Stranger (2020) – miniserialem zrealizowanym w ramach pięcioletniej współpracy Cobena z Netfliksem.